# Гайзитдинов, Сергей Сергеевич
Сергей Сергеевич Гайзитдинов (10 октября 1978) — киргизский футболист, нападающий. Лучший бомбардир чемпионата Кыргызстана 1998 года.

## Биография
Во взрослом футболе дебютировал в 16-летнем возрасте в клубе «Семетей» (Кызыл-Кия), игравшем в высшей лиге Кыргызстана. В своём первом сезоне в 1995 году стал бронзовым призёром чемпионата и обладателем Кубка Кыргызстана. В 1996 году вместе с большей частью игроков «Семетея» перешёл в команду «Металлург» (Кадамжай), с которой завоевал золотые награды чемпионата и стал финалистом Кубка страны 1996 года. Сезон 1997 года провёл в клубе «Алай» (Гульча). В 1998 году вернулся в «Семетей» и стал лучшим бомбардиром чемпионата Кыргызстана с 23 забитыми мячами, в следующем сезоне — финалистом национального Кубка. Часть сезона 2000 года провёл в ошском «Динамо-Алае», затем перешёл в «СКА ПВО», в его составе становился чемпионом и обладателем Кубка Кыргызстана.
Всего в высшей лиге Кыргызстана сыграл 123 матча и забил 52 гола.
В 2002 году выступал за клуб первой лиги Казахстана «Тараз». Затем переехал в Россию и играл за любительские команды г. Миасса («Торпедо», «Базальт» и др.) в первенствах области и города.
С 2013 года работает детским тренером в ДЮСШ «Миасс-Торпедо».